# Pakistan na Letnich Igrzyskach Paraolimpijskich 2012
Pakistan na Letnich Igrzyskach Paraolimpijskich 2012 reprezentowało 2 zawodników.
Dla reprezentacji Pakistanu był to szósty start w igrzyskach paraolimpijskich (poprzednio w 1992, 1996, 2000, 2004 oraz 2008 roku).

## Kadra

### Lekkoatletyka
Konkurencje biegowe
| Zawodnik    | Konkurencja | Kwalifikacje | Kwalifikacje | Finał                  | Finał                  |
| Zawodnik    | Konkurencja | Wynik        | Poz.         | Wynik                  | Poz.                   |
| ----------- | ----------- | ------------ | ------------ | ---------------------- | ---------------------- |
| Haider Ali  | 100 m T38   | —            | —            | 15.89                  | 9.                     |
| Naeem Masih | 1500 m T46  | 4:51.35      | 9.           | Nie zakwalifikował się | Nie zakwalifikował się |

Konkurencje techniczne
| Zawodnik   | Konkurencja       | Wynik                      | Poz.                       |
| ---------- | ----------------- | -------------------------- | -------------------------- |
| Haider Ali | Skok w dal F37/38 | Nie zaliczono żadnej próby | Nie zaliczono żadnej próby |